# イカロスの娘
『イカロスの娘』（イカロスのむすめ）は、御厨さと美作の漫画。1981年から1982年まで小学館『ビッグコミックスピリッツ』にて連載された。単行本は小学館より2巻が刊行されている。

## 作品概要
飛行機に魅せられた少女が、アメリカにて飛行機の免許（米国連邦航空局の発行する自家用操縦士技能証明）を取得する物語である。活発な少女を主人公に、海外で飛行訓練を受け、恋愛もからめながら物語は進行していく。
日本の海外旅行自由化（1964年4月）以前に外国において飛行訓練を受けるという、希有な設定である。ブッシュパイロット（北米北部などで氷雪上、湖沼、不整地などに離着陸して小～中型機で人員、物資の輸送を行うパイロット）の活動の内容も本作品の特色である。また、主人公が飛行訓練地としてなぜアラスカを選んだのかという理由として、「寒冷大気の方が空気密度が濃く、飛行機の操縦に有利である。」ことや、「急激にスロットル増の際にはキャブレターヒートを使用する。」といった、軽飛行機の操縦訓練を受ける者に必要な知識がエピソードとして盛り込まれている。
本作品は、フィクションではあるが、1970年の植村直己のマッキンリー登山を支援したブッシュパイロットのドン・シェルドンや、ドン・シェルドン夫人のロバータ、後のリーブアリューシャン航空創立者ボブ・リーブなど、実在の人物も登場しており、またその役柄も単なる脇役ではなく、物語の展開上、意味のある役柄設定となっている。
作品中には、軽飛行機を主に、多数の飛行機が登場する。なお、ストーリー上、アメリカでの場面にもかかわらず、作品中に登場する軽飛行機の国籍番号がなぜか日本籍である場面がある。なお、著者は、他に「俺の翼」や「爆砕空路」などの飛行機を題材とした作品を発表している。また、作者は元気な女性を描きたいということで本作品を執筆した。
本作は『ビッグコミックスピリッツ』1982年9月15日号への掲載を最後に、未完のまま休載となった。なお、連載最後の5話分 については、単行本未収録である。

## あらすじ
1961年5月、日野さやかは、高校を休学してアメリカを旅行していた。グランドキャニオンでジェスター・リンドンと出会い、飛行機の操縦を初めて経験し飛行機に惹かれ、ジェスターから飛行訓練を受ける。1962年、フロリダ州マイアミのマイアミエアアカデミーで正式な飛行訓練を受けるものの、入国ビザの関係上、訓練中途ながら帰国せざるを得なくなる。
1963年、源三を伴い再度渡米。アラスカ州アンカレッジのアラスカフライングスクールにて飛行訓練を受ける。同期生で最初に初ソロ飛行を達成する。ボブ・リーブと出会ったことにより、ブッシュパイロットの会合に参加しドン・シェルドンと出会う。そしてさやかは、ドンに恋心を抱く。しかしドンの求める女性像は内助の功タイプであり、活発で飛びたいさやかは「性に合わない」とドンをあきらめる。しかし今度はドンがさやかに惹かれるのだった。さやかの飛行訓練は、戦闘機にあおられる、キャブレターヒート使用忘れによるエンジン出力低下、コニー・マーシュの複葉機に惑われてポジションロストなどの危険な場面もあったが、優秀な成績で訓練は進捗し、最後の実技試験に合格して、自家用操縦士技能証明を取得する。
合格したその翌々朝未明、1964年3月27日、アラスカ大地震が発生し、アンカレッジは甚大な被害を受ける。ドンはさやかの身を案じて飛行機でさやかの元へ駆けつける。崩れ落ちたさやかの家でドンは、さやかへの想いを告げる。しかしさやかは、「私は地上に居られない女だから、今は救援機着陸誘導をすべき」とドンに告げる。躊躇するドンを前にドンの愛機を駆ってアンカレッジ上空に舞ったさやかは、アンカレッジに殺到する救援機に対して着陸可能な空き地を空中から指示する慈悲飛行を行い、アンカレッジの救援体制に貢献する。しかしこの慈悲飛行は厳密には適法ではなかったため、さやかが讃えられることはなかった。そしてさやかは、彼女を案じて迎えに来た父黒鉄とともに帰国した。帰国後のさやかは父の部下の監視下におかれる日々だが、事業拡大のため政略結婚のような見合いをさせられる。この見合いが企業の背後組織間の勢力抗争を引き起こし、組間抗争の騒動に乗じて、姿を眩ましたさやかはFAA事業用操縦士技能証明の取得を目指し、源三とともに三度目のアメリカへ出発する。
1964年7月、ハワイに渡ったさやかは、空港のパーラーでアルバイトをする。1964年9月、さやかは、カリフォルニアに渡り、ジェスターと再会する。カリフォルニア大学バークレー校に入学するとともにジェスターの紹介で事業用操縦士技能証明取得のため、カリフォルニア州オークランドのシエラ飛行学校に入学する。しかしさやかの通う大学のキャンパス内で学生運動があり、それを取材に来ていた放送局のインタビューにさやかが答えたため、留学査証で入国した者が政治的活動に関与しているとの疑いで、その放送を視ていた移民当局から呼び出しを受ける。(以後、未完)

## 主な登場人物
日野さやか
本作の主人公である15歳の高校1年生。明朗活発な性格の美少女。成績優秀で特に英会話力が堪能。飛行機を操縦し、二輪車に乗る。
日野黒鉄
札幌の日野建工社長。娘のさやかには甘い。
源三
日野黒鉄の先代の直参。さやかの渡米に同行する。
ジェスター・リンドン
グリーンニードルグラスホテルのパイロット。さやかが飛行機に惹かれるきっかけを作る。
ハーリー
マイアミエアアカデミー教務主任。
オネイル主任教官
アラスカフライングスクール飛行教官。最初は厳しいだけの教官だが、実は人情味がある。
ボブ・リーブ
ブッシュパイロット。さやかとドンが出会うきっかけを作った。
ドン・シェルドン
ブッシュパイロット。さやかは彼に想いを寄せるようになる。